# Olympische Jugend-Sommerspiele 2010/Teilnehmer (Guyana)
| Gelbes Symbol für Goldmedaillen mit stilisierten Olympischen Ringen | Graues Symbol für Silbermedaillen mit stilisierten Olympischen Ringen | Braundes Symbol für Bronzemedaillen mit stilisierten Olympischen Ringen |
| ------------------------------------------------------------------- | --------------------------------------------------------------------- | ----------------------------------------------------------------------- |
| —                                                                   | —                                                                     | —                                                                       |

Die Jugend-Olympiamannschaft aus Guyana für die I. Olympischen Jugend-Sommerspiele vom 14. bis 26. August 2010 in Singapur bestand aus vier Athleten.

## Athleten nach Sportarten

### Leichtathletik
| Mädchen - Jevina Straker 1000 m: 21. Platz | Jungen - Chavez Ageday 100 m: 12. Platz |

### Schwimmen
Jungen
- Henk Lowe
200 m Freistil: 43. Platz
400 m Freistil: 28. Platz

### Tischtennis
Mädchen
- Adielle Roshuevel
Einzel: 29. Platz
Mixed: 25. Platz (mit Rodrigo Tapia  Ecuador)